# Titularerzbistum Heraclea in Europa
Heraclea in Europa (ital.: Eraclea di Europa) ist ein Titularerzbistum der römisch-katholischen Kirche.
Es geht zurück auf einen untergegangenen Bischofssitz in der antiken Stadt Herakleia (heute Marmara Ereğlisi), die in der römischen Provinz Europa (europäischer Teil der heutigen Türkei) lag.
| Titularerzbischöfe von Heraclea in Europa |                                      |                                                                                  |                    |                    |
| Nr.                                       | Name                                 | Amt                                                                              | von                | bis                |
| 1                                         | Jean Davy Du Perron                  | Koadjutorerzbischof von Sens (Frankreich)                                        | 18. Dezember 1617  | 5. September 1618  |
| 2                                         | Claude de Rebé                       | Koadjutorerzbischof von Narbonne (Frankreich)                                    | 8. August 1622     | 8. Februar 1628    |
| 3                                         | Louis-Henri de Pardaillon de Gondrin | Koadjutorerzbischof von Sens (Frankreich)                                        | 6. Februar 1645    | 26. Juli 1646      |
| 4                                         | Stefano Agostini                     |                                                                                  | 3. Dezember 1669   | 22. September 1681 |
| 5                                         | Kazimierz Łubieński                  | Weihbischof in Krakau (Polen-Litauen)                                            | 3. Januar 1701     | 14. Dezember 1705  |
| 6                                         | Simone Marco Palmerini               | Weihbischof in Sabina (Italien)                                                  | 5. Januar 1713     | 1. Juli 1716       |
| 7                                         | Tommaso Cervini                      |                                                                                  | 5. Oktober 1716    | 3. Februar 1721    |
| 8                                         | Andreas Berkes                       |                                                                                  | 28. Mai 1721       |                    |
| 9                                         | Giovanni Battista Bavestrelli        | emeritierter Bischof von Chios (Osmanisches Reich)                               | 31. August 1772    | 20. April 1777     |
| 10                                        | Michele Maria Capece Galeota CR      | emeritierter Bischof von Capua (Königreich Neapel)                               | 15. Dezember 1777  | 14. Juni 1778      |
| 11                                        | Alphonsus Airoldi                    | Prälat von Santa Lucia del Mela (Italien)                                        | 20. September 1779 | 25. März 1817      |
| 12                                        | Cristóbal Bencomo y Rodríguez        |                                                                                  | 15. November 1817  | 15. April 1835     |
| 13                                        | Antonio de Simone                    |                                                                                  | 18. März 1858      | 1871               |
| 14                                        | Raffaele Kardinal Monaco La Valletta |                                                                                  | 9. Januar 1874     | Februar 1874       |
| 15                                        | Augustin-Pierre Cluzel CM            | Apostolischer Delegat in Persien                                                 | 3. März 1874       | 12. August 1882    |
| 16                                        | Mariano Rampolla del Tindaro         | Apostolischer Nuntius in Spanien                                                 | 1. Dezember 1882   | 26. Mai 1887       |
| 17                                        | Francesco Converti OFMObs            | emeritierter Erzbischof von Reggio Calabria (Italien)                            | 16. März 1888      | 1. Mai 1888        |
| 18                                        | Giuseppe Francica-Nava de Bontifè    | Apostolischer Nuntius in Belgien                                                 | 24. Mai 1889       | 18. März 1895      |
| 19                                        | Aristide Rinaldini                   | Apostolischer Nuntius in Belgien und Spanien                                     | 21. August 1896    | 19. Dezember 1907  |
| 20                                        | Andreas Franz Frühwirth OP           | Apostolischer Nuntius in München                                                 | 26. Oktober 1907   | 6. Dezember 1915   |
| 21                                        | Sebastiano Nicotra                   | Apostolischer Nuntius in Belgien und Portugal                                    | 18. Dezember 1916  | 21. Mai 1929       |
| 22                                        | Francesco Borgongini Duca            | Apostolischer Nuntius in Italien Kurienerzbischof                                | 7. Juni 1929       | 12. Januar 1953    |
| 23                                        | Giacomo Testa                        | Apostolischer Delegat in der Türkei Präsident der Päpstlichen Diplomatenakademie | 18. Juni 1953      | 29. September 1962 |
| 24                                        | Mario Cagna                          | Apostolischer Internuntius, Apostolischer Delegat und Apostolischer Nuntius      | 13. Oktober 1962   | 4. April 1986      |